# Subaru Tribeca
Il Subaru Tribeca è un grande SUV prodotto da Subaru a partire dal 2006.
Il nome "Tribeca" deriva da un quartiere di New York.
È un veicolo lussuoso, nonché il primo modello della casa delle pleiadi ad avere 7 posti. Nonostante le buone qualità costruttive, la prima versione (chiamata B9 Tribeca) non ha riscosso il successo commerciale sperato, forse anche a causa del design particolare che la caratterizzava (soprattutto nel curioso frontale). In Italia è stata venduta solo nell'allestimento Limited.

## Seconda serie (2007-2014)

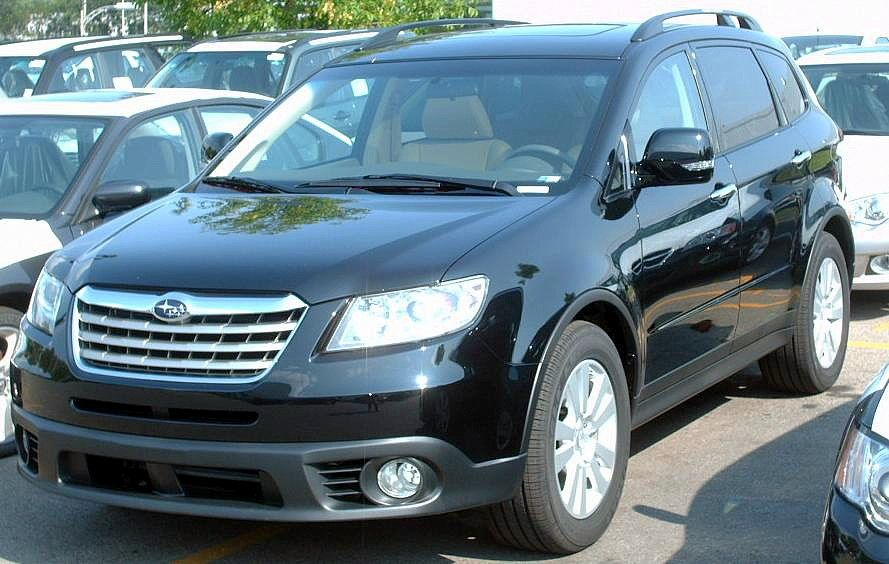
Subaru Tribeca seconda serie

Il modello è stato sottoposto ad un restyling nel 2007, mediante il quale la linea è stata adattata ai canoni occidentali, il motore 3.0 EZ30H6 benzina boxer a 6 cilindri è stato sostituito dal 3.6 EZ36H6, la cui potenza è di 258 CV.
Il nome ha perso il prefisso B9 ed è diventato semplicemente Tribeca. Il grosso SUV è stato quindi venduto in un'unica versione (ben accessoriata) abbinata al cambio automatico sequenziale a cinque marce e alla trazione integrale gestita elettronicamente. In Italia venne commercializzata una sola versione della Tribeca restyling, detta "3.6 Limited", di serie aveva fari allo xeno, Radio/CD/MP3, sistema intrattenimento passeggeri DVD, cambio automatico, tettuccio apribile, 7 posti, retrovisori elettrici, clima automatico bi-zona, clima indipendente per i passeggeri posteriori, trazione integrale. La produzione di questa versione è terminata a causa dei pochi esemplari prodotti.